# Helmut Debatin
Helmut Felix Debatin (* 26. September 1926 in Konstanz; † 14. Dezember 2011 in Bad Godesberg) war ein deutscher Jurist und Hochschullehrer. Er war als Fachmann für Finanz- und Steuerpolitik sowohl Ministerialdirigent im Bundesministerium der Finanzen als auch Untergeneralsekretär der Vereinten Nationen.

## Leben
Debatin, Sohn eines Beamten, studierte nach dem Schulbesuch Rechtswissenschaften an der Albert-Ludwigs-Universität Freiburg und legte dort 1949 sein Erstes Staatsexamen ab. 1951 erfolgte seine Promotion zum Dr. jur. mit einer Dissertation zum Thema Die dogmatische Auslegung des § 145d des Strafgesetzbuches. Nachdem er 1955 sein Zweites Staatsexamen abgelegt hatte, absolvierte er ein postgraduales Studium der Rechtswissenschaften an der Harvard University und erwarb dort 1956 einen Master of Laws (LL. M.).
Nach seiner Rückkehr in die Bundesrepublik Deutschland wurde er Mitarbeiter im Bundesministerium der Finanzen, in dem er zu einem anerkannten Fachmann für Fragen der Doppelbesteuerung wurde. Im Jahre 1969 wurde er zum Ministerialdirigenten im Bundesfinanzministerium befördert. Nach der Aufnahme der Bundesrepublik Deutschland in die Vereinten Nationen wurde Debatin 1973 Untergeneralsekretär der Vereinten Nationen (Assistant Secretary General for the Office of Financial Services) und war als solcher für die Haushalts- und Programmplanung der Vereinten Nationen verantwortlich.
Nach Beendigung dieser Tätigkeit hatte er von 1983 bis 1991 eine Professur am Institut für Ausländisches und Internationales Finanz- und Steuerwesen an der Universität Hamburg inne. Während dieser Lehrtätigkeit war die spätere Professorin für Deutsches und Internationales Finanz- und Steuerrecht an der Universität Trier, Gabriele Burmester, zwischen 1986 und 1992 seine Hochschulassistentin und zuletzt von 1992 bis 1994 auch Lehrstuhlvertretung.
1993 wurde er Gründungspartner der in Köln ansässigen Anwaltskanzlei und Steuerberatungsgesellschaft Schlütter Bornheim Seitz und war dort insbesondere auf dem Gebiet des Steuerrechts tätig.
Sein Sohn Jörg Debatin war von 2003 bis 2011 ärztlicher Direktor am Universitätsklinikum Hamburg-Eppendorf und ist seit 2008 Mitglied des Aufsichtsrates des Hamburger SV.

## Veröffentlichungen
- Die dogmatische Auslegung des § 145d des Strafgesetzbuches. Konstanz 1951.
- Ernst C. Stiefel, Rudolf Mueller, in Zusammenarbeit mit Helmut Debatin: Doing business in Germany. A legal manuel. Knapp, Frankfurt am Main 1960.
- Inländischer Wohnsitz, ausländischer Wohnsitz und Steuerpflicht. Freiburg im Breisgau 1961.
- Harmonisierungsarbeiten auf dem Gebiete der indirekten und der direkten Steuern. Herne 1962.
- Finanz- und Steuerpolitik aus amerikanischer Sicht. Herne 1963.
- Grundzüge der Abkommen zur Vermeidung der internationalen Doppelbesteuerung. Freiburg im Breisgau 1963.
- Inländischer Wohnsitz, ausländischer Wohnsitz und Steuerpflicht. Freiburg im Breisgau 1966.
- Das neue Doppelbesteuerungsabkommen USA - Bundesrepublik Deutschland. München 1990.
- Die grenzüberschreitende Sitzverlegung von Kapitalgesellschaften. Hamburg 1990.
- Unternehmensbesteuerung in Deutschland. Düsseldorf 1994.

## Hintergrundliteratur
- Gabriele Burmester / Dieter Endres: Aussensteuerrecht, Doppelbesteuerungsabkommen und EU-Recht im Spannungsverhältnis. Festschrift für Helmut Debatin zum 70. Geburtstag, München, 1997

## Auszeichnungen
- 1972: Großes Silbernes Ehrenzeichen mit dem Stern für Verdienste um die Republik Österreich[5]